# Glyphonyx chiapasensis
Glyphonyx chiapasensis là một loài bọ cánh cứng trong họ Elateridae. Loài này được Zaragoza Caballero, S miêu tả khoa học năm 1990.